# Порошин, Евгений Михайлович
Евгений Михайлович Порошин — советский государственный деятель, председатель Пензенского облисполкома (1942—1943).
До сентября 1939 г. заведующий сельхозотделом Алтайского крайкома ВКП(б). С сентября 1939 по 1941 г. третий секретарь Алтайского крайкома ВКП(б). В 1941—1942 гг. в аппарате ЦК ВКП(б), занимался вопросами эвакуации промышленных предприятий из западных регионов.
С июля 1942 по июнь 1943 года председатель Пензенского облисполкома.
1945 — начальник Красноярского крайземотдела.
1947 секретарь Свердловского РК ВКП(б) г. Горький.
Награждён орденом Красной Звезды (0.09.1945).